# Maureen Zuccaro
Maureen Zuccaro, née le 13 septembre 1975 à Denain, est une ancienne joueuse de handball française évoluant au poste d'arrière gauche.

## Biographie
Maureen Zuccaro arrête sa carrière professionnelle à la fin de la saison 2009-2010. Elle évoluait alors à Mios-Biganos. Elle prend par la suite les rênes de l'équipe réserve de Mios,. 

## Clubs
- avant 2000 :  Cercle Dijon Bourgogne
- 2000-2010 :  Mios-Biganos bassin d'Arcachon handball

## Palmarès
- Vainqueur de la Coupe de France en 2009

## Distinction personnelle
- Deuxième meilleure marqueuse du championnat de France en 2007-2008[5]